# Marmorana platychela
Marmorana platychela (Menke, 1830) è un mollusco gasteropode terrestre della famiglia Helicidae.

## Tassonomia
Sono note le seguenti sottospecie:
- Marmorana platychela connexa (Westerlund, 1889)
- Marmorana platychela excelsa (K. L. Pfeiffer, 1931)
- Marmorana platychela florioi (Monterosato, 1892)
- Marmorana platychela iparia (Benoit, 1857)
- Marmorana platychela platychela (Menke, 1830)
- Marmorana platychela rosaliae (Benoit, 1857)
- Marmorana platychela sicana (A. Férussac, 1822)
- Marmorana platychela spuria (Westerlund, 1876)